# Sloboda (časopis)

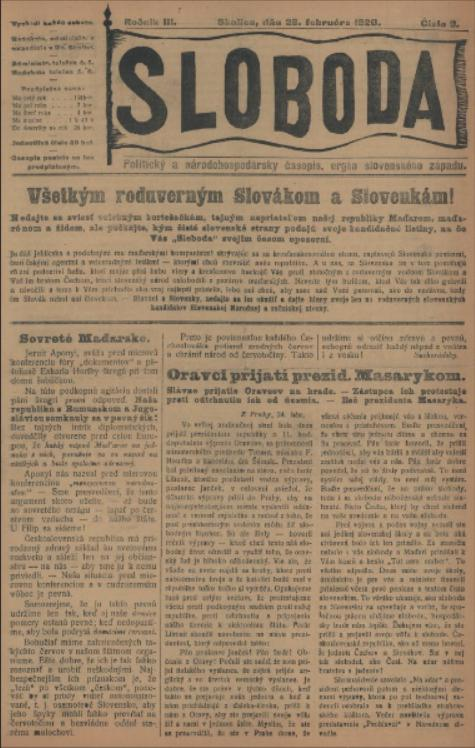
Titulní list

Sloboda byl časopis, který vycházel po první světové válce ve Skalici.
Vycházela třikrát týdně (úterý, čtvrtek a sobotu) tiskem J. Teslíka. Byla orgánem národně-republikánské strany rolnické, pak Slovenské národní a rolnické strany. První číslo vyšlo bez data. Sloboda vycházela do 20. srpna 1921, pak se spojila s časopisem Slovenská vlasť.

## Sloboda a její podnázvy
- Úřední věstník a zprávy prozatímní vlády československé na Slovensku
- Od ledna 1919–Politický a národohospodářský časopis, orgán slovenského západu

## Odpovědný redaktor a vydavatel
- Odpovědný redaktor: Ján Sopko, Ferdinand Dúbravský
- Vydávala: Tisková kancelář prozatímní vlády na Záp. Slovensku, vedoucí Koutecký ml.
- Od února 1919 vydával Pavel Blaho

## Periodicita
- Roč. I. – 1918 – 5 čísel – po 2 s.
- Roč. II. – 1919 – 73 č. – po 2-8 s.
- Roč. III. – 1920 – 52 č. – po 4-8 s.
- Roč. IV. – 1921 – 34 č. – po 4-8 s.

## Časopis v elektronické podobě
- Sloboda – dostupné v Digitální knihovně UKB